# The Huntress
The Huntress è un film muto del 1923 diretto da John Francis Dillon e Lynn Reynolds.

## Produzione
Il film fu prodotto dalla John McCormick Productions, una piccola compagnia attiva dal 1923 al 1927 che produsse tredici film.

## Distribuzione
Distribuito dall'Associated First National Pictures, il film uscì nelle sale cinematografiche statunitensi il 20 agosto 1923.